# Centre sportif A. Le Coq
Le centre sportif A. Le Coq (en estonien : A. Le Coq Sport spordimaja) est un complexe sportif situé dans le Lõunakeskus à Tartu en Estonie.

## Présentation
Le centre omnisports porte le nom de son mécène A. Le Coq.
Le propriétaire de la salle de sport est le municipalité de Tartu et le bâtiment est géré par la fondation Tartu Sport.
Conçue par Eero Palm, la salle a été construite par AS Randväli & Karema et ouverte en 2006,.
Le centre permet de pratiquer le badminton, le basket, le volley.
Le complexe dispose, entre autres, de trois salles, d'une salle de gymnastique, d'une salle de danse et d'une salle de judo où se déroulent des entraînements de judo, de kick-boxing et de danse.
Le centre dispose de 2 000 sièges.